# Ачалов Владислав Олексійович
Ача́лов Владисла́в Олексі́йович (13 листопада 1945, село Атамаш Арського району Татарської АРСР — 23 червня 2011, Москва) — радянський воєначальник, заступник міністра оборони СРСР, чотирнадцятий Командувач ПДВ СРСР (січень 1989 — грудень 1990), генерал-полковник (1989), з 1991 — в запасі.  Член ЦК КПРС у 1990—1991 роках. Народний депутат РРФСР.

## Життєпис
З 1963 року — в Радянській армії. Член КПРС з 1965 року.
Закінчив Казанське танкове Червонопрапорне училище імені Верховної ради Татарської АРСР (1966), Військову академію бронетанкових військ (1973), Військову академію Генерального штабу Збройних Сил СРСР імені К. Є. Ворошилова (1984).
З 1966 року — командир танкового взводу, потім був командиром танкової роти в Групі радянських військ у Німеччині. З 1973 року (після закінчення Військової академії бронетанкових військ) — в Повітряно-десантних військах: заступник командира полку, в 1974 році — командир парашутно-десантного полку, з 1977 року — заступник командира повітряно-десантної дивізії, з 1978 року — командир повітряно-десантної дивізії.
З 1984 року (після закінчення Військової академії Генерального штабу) — 1-й заступник командувача танкової армії, командувач танкової армії в Групі радянських військ у Німеччині.
У 1987—1989 роках — начальник штабу — перший заступник командувача військ Ленінградського військового округу.
З січня 1989 року по грудень 1990 року — командувач повітряно-десантних військ СРСР. У січні 1990 року був координатором військової операції в Баку.
З грудня 1990 року по вересень 1991 року — заступник міністра оборони СРСР.
У серпні 1991 — член ДКНС.
У вересні — листопаді 1991 знаходився у розпорядженні міністра оборони СРСР, потім звільнений в запас.
З серпня 1992 — керівник аналітичного центру при голові Верховної Ради РФ.
В дні жовтневих подій 1993 виступив на стороні Верховної Ради РФ.
«В. о. президента» О. В. Руцькой призначив його міністром оборони РФ; це рішення затвердила Верховна Рада Росії. На його наказ Збройним Силам РФ йти на захист Верховної Ради не відгукнувся практично ніхто з солдатів, офіцерів і генералів.
4 жовтня 1993 арештований, в лютому 1994 — звільнений по амністії.
З серпня 1995 — співголова Всеросійських офіцерських зборів. У 1999 балотувався в Державну Думу РФ від Руху на підтримку армії. Входив в оргкомітет руху «Рух за підтримку армії» (до 2000). Займався військово-патріотичною роботою. З 2003 — голова Всеросійського Союзу суспільних об'єднань ветеранів десантних військ «Союз десантників Росії».